# Гаіобомар
Гаіобомар (д/н — 215) — король квадів в 180—215 роках.

## Життєпис
Походив з «королівського» роду. Син або інший родич Фуртія, володаря квадів. Висловлюється думка, що саме Гаіобомар уклав мирний договір з імператором Коммодом, оскільки Фуртій і Марк Аврелій померли під час епідемії. Втім це не достеменно. В будь-якому разі Гаіобомар прийшов до влади 180 року, дотримувався мирних стосунків з Римською імперією протягом усього свого панування. Завдяки цьому вплив останньої зріс на задунав'ї. Натомість квади отримувати гроші та багаті подарунки.
Лише після смерті імператора Септимія Севера з невідомих причин Гаіобомар наважився здійснити декілька грабіжницьких походів до Паноннії 212 і 215 року. Це викликало невдоволення римлян. за різними версіями Гаіобомара було схоплено проримськими квадами та видано імператору Каракаллі, що тоді перебував в Дакії. Або короля квадів підступно арештовано в Пороліссумі, адміністративному центрі Дакії Пороліссійської. За наказом Каракалли короля Гаіобомара було страчено.